# فخر الملک
فخر الملک دیوان‌سالار فارسی‌زبان بود که وزیر سلطان سلجوقی، برکیارق و سپس از سال ۱۰۰۱ تا ۱۰۰۶ میلادی، وزیر شاهزاده سلجوقی و فرمانروای خراسان، احمد سنجر بود. او بزرگ‌ترین پسر وزیر برجسته نظام‌الملک بود.

## زندگی
برکیاروق پس از به تخت نشستن، به همراه همراهانش به سمت اصفهان حرکت کرد. در میانه راه، او توسط سربازان ترکان خاتون دستگیر شد، اما پس از مدتی موفق به فرار شد و به همدان رفت. در آن زمان، همدان تحت حکومت تتش، عموی برکیاروق، اداره میشد. تتش، فخرالملک را به عنوان وزیر خود منصوب کرد. پس از شکست تتش در نبرد با برکیاروق، فخرالملک اسیر شد، اما بعداً آزاد گردید.فخرالملک با تقدیم هدایایی به سلطان برکیاروق، تلاش کرد تا برادرش، مؤیدالملک، را از مقام وزارت برکنار کند و او را به زندان انداخت. سپس در سال ۱۰۹۵ میلادی، فخرالملک به عنوان وزیر منصوب شد، اما پس از نزدیک به یک سال از این سمت برکنار گردید.
او پس از برکناری از وزارت، در نیشابور ساکن شد تا اینکه در سال ۱۱۰۶ میلادی توسط احمد سنجر به عنوان وزیر احضار شد. فخرالملک در همان سال توسط جوانی باطنی از حشاشین به قتل رسید.